# Vinícius Goes Barbosa de Souza
Vinícius Goes Barbosa de Souza (Curitiba, 15 aprile 1991) è un calciatore brasiliano, centrocampista del Ceará.

## Caratteristiche tecniche
È un trequartista.

## Carriera
Cresciuto nelle giovanili del Paraná, ha esordito in prima squadra il 25 febbraio 2010 in occasione del match di Coppa del Brasile vinto 6-1 contro il Cerâmica.

## Palmarès

### Club

#### Competizioni statali
- Campionato Paranaense: 3

Coritiba: 2011, 2012, 2013

#### Competizioni regionali
- Copa do Nordeste: 2

Ceará: 2020, 2023

### Individuale
- Capocannoniere della Copa do Nordeste: 1

2020 (5 reti)
- Miglior giocatore della Copa do Nordeste: 1

2020